# Социално-икономическа география
Социално-икономическата география, или рядко хуманитарна география, е основен дял от науката география.
Занимава се със системата от взаимодействия, процеси и явления, породени от човешката дейност в контекста на географското пространство. Занимава се с антроположките, политическите, културните, социалните и икономическите аспекти на планетата Земя и нейните региони. От тази гледна точка може да се отбележи, че този дял на географията няма връзка с природната среда, освен направленията, свързани с опазването на природата, които са мост между двата основни клона на географската наука.